# Fantozzi
Fantozzi är en italiensk komedifilm från 1975 i regi av Luciano Salce.
Filmen är baserad på Paolo Villaggios roman med samma namn.

## Rollista i urval
- Paolo Villaggio - Ugo Fantozzi
- Anna Mazzamauro - signorina Silvani
- Gigi Reder - revisor Filini
- Giuseppe Anatrelli - Luciano Calboni
- Umberto D'Orsi - Diego Catellani
- Liù Bosisio - Pina Fantozzi
- Dino Emanuelli - Fantozzis kollega
- Plinio Fernando - Mariangela Fantozzi
- Paolo Paoloni - megadirektör Galattico
- Pietro Zardini - revisor Fonelli